# Florentin Ion Sandu
Florentin Ion Sandu (n. 20 februarie 1945) este un fost deputat român în legislatura 1996-2000, ales în județul Galați pe listele partidului PDSR și a fost membru în grupul parlamentar de prietenie cu Australia. Florentin Ion Sandu a mai fost ales deputat PDSR și în legislatura 2000-2004 și a fost membru în grupurile parlamentare de prietenie cu Marele Ducat de Luxemburg și Regatul Spaniei. 

## Legături externe
- Florentin Ion Sandu Arhivat în 4 decembrie 2021, la Wayback Machine. la cdep.ro